# Jorge Rákóczi II
Barón Jorge Rákóczi II de Felsővadász (en húngaro: II. Rákóczi György) (Sárospatak, Hungría 30 de enero de 1621 – Nagyvárad, Transilvania 7 de junio de 1660). Noble húngaro, Príncipe de Transilvania (1648–1660). Hijo del Príncipe Jorge Rákóczi I y Susana Lorántffy.

## Biografía
Jorge Rákóczi II nació en 1621 como hijo del Príncipe transilvano Jorge Rákóczi I y su esposa Susana Lorántffy. Jorge Rákóczi II conoció a temprana edad a la joven condesa Sofía Báthory, con la que se casó posteriormente el 3 de febrero de 1643 en la ciudad transilvana de Gyulafehérvár. La feliz pareja tuvo un hijo nacido en 1645: Francisco Rákóczi I.
Tras la muerte de su padre Jorge Rákóczi I, Jorge Rákóczi II subió al trono como su sucesor el 11 de octubre de 1648. Los Rákóczi intentaron seguir los pasos de Esteban Báthory, obteniendo el trono de Polonia. Por esto en 1649 Jorge Rákóczi II se alió con los cosacos y, previendo cualquier problema hereditario, hizo que la Gran Asamblea eligiese Príncipe transilvano a su joven hijo Francisco Rákóczi I, el 18 de febrero de 1652, esperando que este gobernase tras su muerte. Más tarde, Jorge Rákóczi II dispuso en 1653 de los territorios y las tropas de Moldavia, al norte de Hungría, y tuvo influencia sobre los gobernadores regionales.
En 1655 surgió una guerra entre Polonia y Suecia, y se formó una gran coalición contra los suecos. Para que Rákóczi no perdiese la oportunidad de obtener el trono, este pidió ayuda al rey Carlos X Gustavo de Suecia a finales de 1656, ofreciéndole los territorios de la Polonia Media, donde podría fundar un reino nuevo. Un año antes, los propios polacos le habían ofrecido a Rákóczi la corona de Polonia con la condición de que se enfrentase al rey sueco Carlos X. Rákóczi, temiendo generar hostilidades con el rey, decidió rechazar la oferta y conducir una campaña del lado de los suecos contra los polacos, subestimando su poderío militar.
Jorge Rákóczi II no pidió permiso del sultán otomano para emprender dicho movimiento militar, causando la ira de los turcos. En enero de 1657, ignorando a los turcos, Rákóczi se dirigió contra el rey Juan II Casimiro Vasa de Polonia llevando los ejércitos molvados consigo. La primera parte de la campaña fue exitosa, tomó primero Cracovia y posteriormente Varsovia, pero a causa de un ataque danés se vio forzado a retirarse. A pesar de esto Rákóczi siempre confió en su victoria, pero pronto sufrió la derrota cuando los ejércitos aliados cosacos y rumanos lo abandonaron en suelo polaco. Por un breve periodo confió los ejércitos a Juan Kemény, pero en la frontera lo atrapó el Khan tártaro.

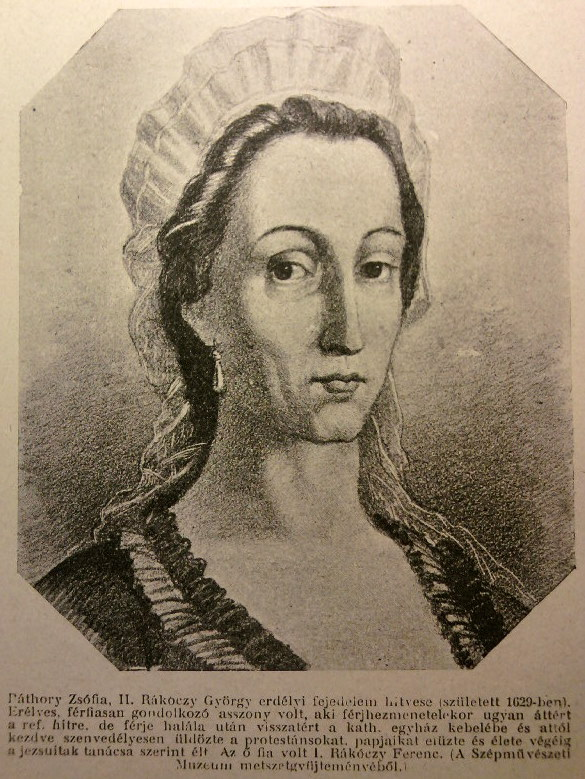
Sofía Báthory (1629-1680), esposa de Jorge Rákóczi II.

El Gran Visir turco de Buda, Mehmed Köprülü, había llamado a los ejércitos tártaros al servicio de los otomanos y les ordenó saquear e invadir Transilvania a manera de castigo, por haber iniciado un movimiento militar a Polonia sin autorización del Sultán. Pronto las hordas tártaras destruyeron gran parte del norte de Transilvania, y el 2 de noviembre de 1657, los otomanos escogieron como nuevo Príncipe a Francisco Rhédey, quien no actuaría sin su consentimiento. Al no reconocer esto, Rákóczi regresó y el 9 de enero de 1658 recuperó el trono con un golpe de Estado, haciendo renunciar a Rhédey. Pero con gran descontento, los turcos ordenaron que Ákos Barcsay fuese nombrado en lugar de Rákóczi, asumiendo este el cargo el 11 de octubre de 1658. Rákóczi volvió a movilizar sus ejércitos para recuperar el trono y fue derrotado el 22 de mayo de 1660 en la batalla de Gyalu (Gilău).
Recibió una herida mortal en el combate y murió el 7 de junio de 1660, quedando Ákos Barcsay como Príncipe de Transilvania y forzando a Francisco Rákóczi I, el hijo de Jorge Rákóczi II, a retirarse del Principado y a olvidar definitivamente sus derechos como gobernante electo y sucesor de su padre.